# Río Bermuza
El río Bermuza es un río de España de la cuenca mediterránea andaluza, que discurre en su totalidad por el territorio del este de la provincia de Málaga.

## Curso
El Bermuza nace en la sierra de Tejeda, en un paraje conocido como La Fajara, dentro del término municipal de Canillas de Aceituno. Realiza un recorrido de unos 14 km en sentido nordeste-suroeste hasta su desembocadura en el río Salia junto a la localidad de Portugalejo, poco antes de la desembocadura del Salia en el río Vélez o Guaro, en el término de La Viñuela.